# A francia indokínai piaszter papírpénzei
A francia indokínai piaszter Francia Kokinkína (Cochinchine française), majd Francia Indokína (Indochine française) 1875-1954 között forgalomban lévő pénzneme, papírpénzeit eredetileg a Banque de l'Indochine - eredetileg Banque de l'Indo-Chine ("Indokínai Bank") bocsátott ki.

## Banque de l'Indochine
A Banque de l'Indochine egy 1875-ben Párizsban létrehozott bank, amelynek célja a francia gyarmati vállalkozások finanszírozása volt Ázsiában. Francia Indokínában és Dzsibutiban 1952-ig, a francia csendes-óceáni területeken 1967-ig jegybankként működött, számos központi banki jellemzővel, igen jelentős szerepet játszva Francia Indokína, Francia India, Új-Kaledónia, Francia Polinézia és Dzsibuti pénzügytörténetében, valamint a kínai és sziámi francia kereskedelmi vállalkozásokban. A II. világháború során elvesztette bankjegykibocsátási privilégiumát, de Franciaországban befektetési bankként egészen 1975-ig fennmaradt.

## Francia indokínai papírpénzek
1876-ban az Banque de l’Indochine (Indokínai Bank) 1 piaszter névértékű bankjegyeket bocsátott ki, amit a következő évben 5, 20 és 100 piaszteres címletű bankjegyek követtek. 1920 és 1922 között megjelentek a 10, 20 és 50 centes bankjegyek is. 1939-ben kibocsátották az 500 piaszter névértékű papírpénzt, ugyanebben az évben a francia gyarmati kormányzat, a Gouvernement Général de l'Indochine (Indokína Főkormányzósága) 10, 20 és 50 centes papírpénzeket nyomtattatott, 1942-től egy újabb, 5, 10, 20 és 50 centesekből álló sorozat került forgalomba. 1945-ben a Banque de l’Indochine 50, majd 1947-ben 10 piaszter névértékű papírpénzt hozott forgalomba.
1953-ban az Institut d'Emission des Etats du Cambodge, du Laos et du Vietnam (Vietnámi, Kambodzsai és Laoszi Pénzkibocsátó Intézet) átvette a papírpénzek kibocsátásának a jogát mindhárom állam nevében még abban az évben megkezdődött a pénzkibocsátás. Először a közös 1 piaszteres hagyta el a nyomdát. Ezen felül 1952. és 1954. között olyan piaszterben denominált bankjegyeket is forgalomba hoztak, melyeken a három új pénznem, a kambodzsai riel, a laoszi kip vagy a dél-vietnámi đồng is szerepelt. Kambodzsában 1, 5, 10, 100 és 200 piaszter/riel értékű papírpénzeket nyomtattak. Laoszban 1, 5, 10 és 100 piaszter/kippel tudtak fizetni. Dél-Vietnámban a pénzforgalom lebonyolításában az 1, 5, 10, 100 és 200 piaszter/đồng névértékű bankjegyek vettek részt.

### Banque de l’Indochine1876-1907-es sorozat
A Banque de l’Indochine 1876-1907-es, első sorozata 1, 5, 20 és 100 piaszteres bankjegyekből állt, ezeket kék és piros színnel is nyomtatták francia indokínai Saigon, vagy Haipong, vagy kínai (Kanton, Sanghaj) bankfiók felülbélyegzéssel, vagy nyomtatott kiadási hellyel kerültek forgalomba. 1903-ig angol és francia felirat szerepelt rajtuk, és kettős dollár/piaszter megnevezés, 1903 után csak francia felirat és csak piaszter valuta megnevezés.

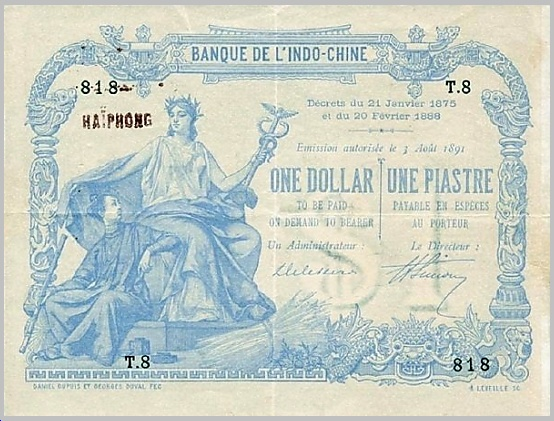
A Banque de l’Indochine 1891-es kék 1 dollár/piaszteres bankjegye, Haipong fiók felülbélyegzéssel.
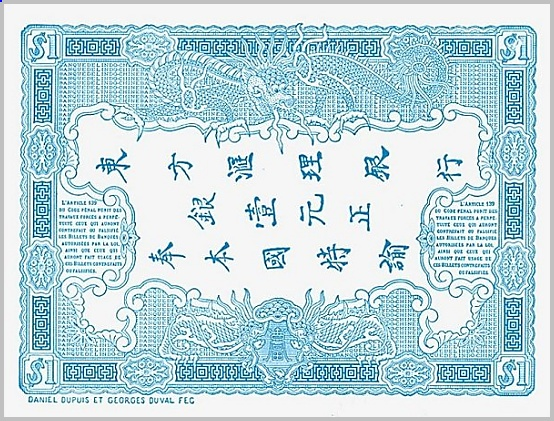
A Banque de l’Indochine 1891-es kék 1 dollár/piaszteres bankjegyének hátoldala.
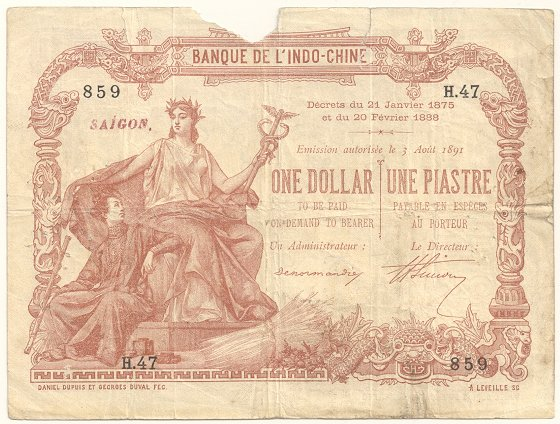
A Banque de l’Indochine 1891-es piros 1 dollár/piaszteres bankjegye, Saigon fiók felülbélyegzéssel.
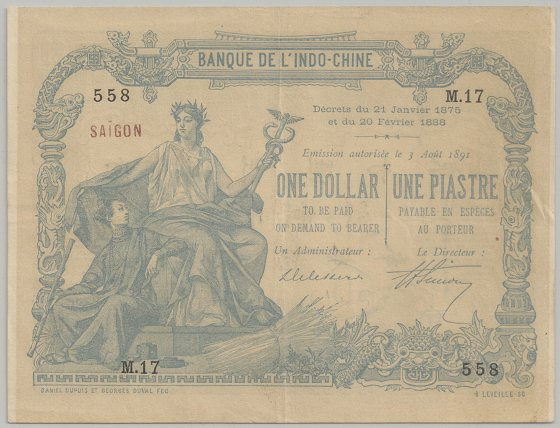
A Banque de l’Indochine 1891-es kék 1 dollár/piaszteres bankjegye, Saigon fiók felülbélyegzéssel.
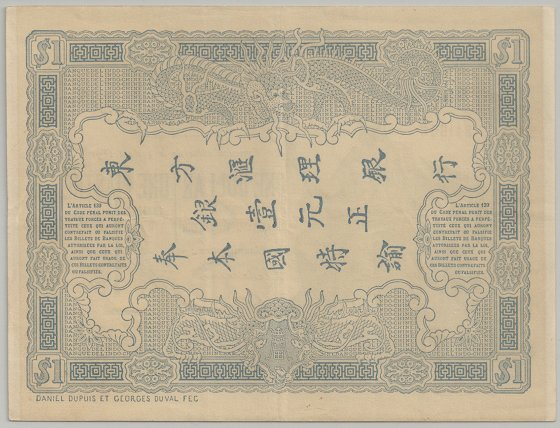
A Banque de l’Indochine 1891-es kék 1 piaszteres bankjegyének hátoldala.
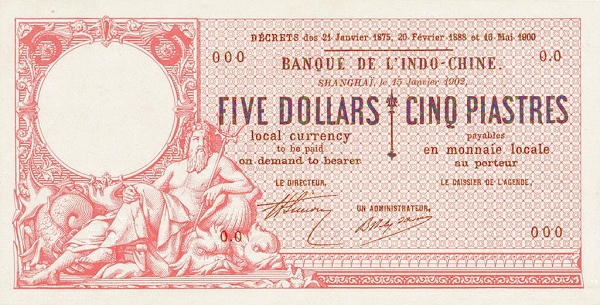
A Banque de l’Indochine 1902-es piros 5 piaszteres, sanghaji, kínai kiadású bankjegyének előoldala.
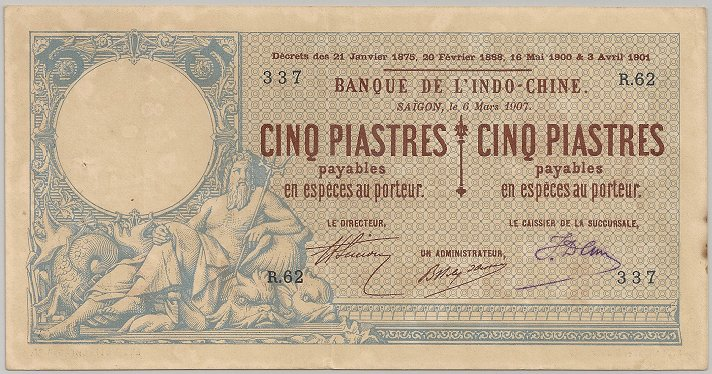
A Banque de l’Indochine 1907-es kék 5 piaszteres, saigoni kiadású bankjegyének előoldala.
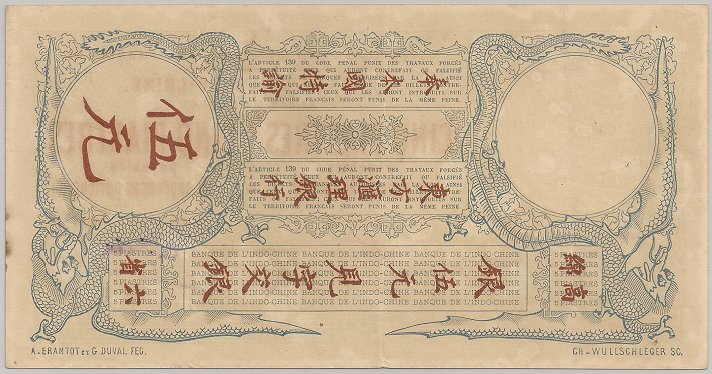
A Banque de l’Indochine 1907-es kék 5 piaszteres bankjegyének hátoldala.
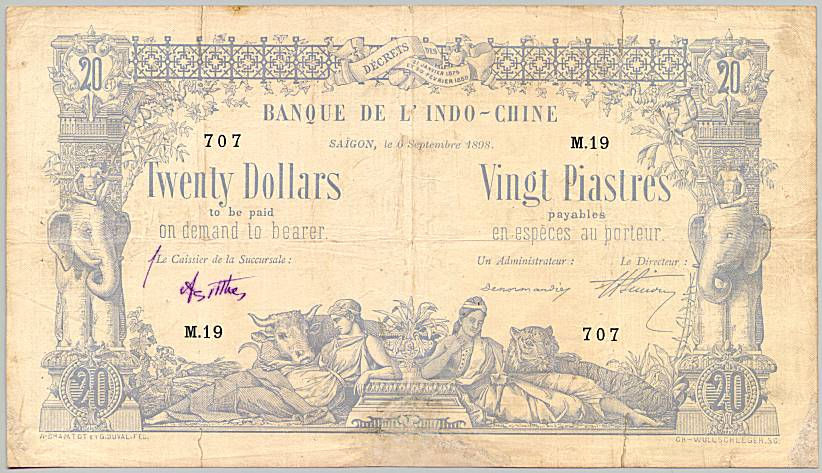
A Banque de l’Indochine 1898-as kék 20 dollár/piaszteres, saigoni kiadású bankjegyének előoldala.
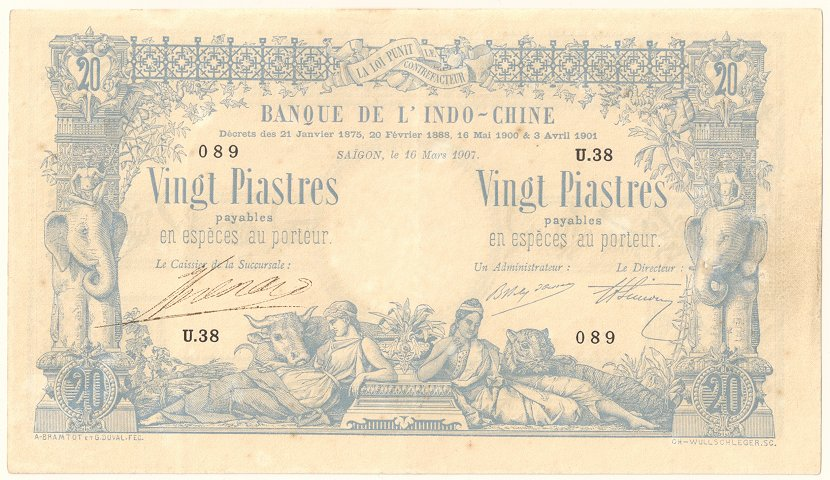
A Banque de l’Indochine 1907-es kék 20 piaszteres, saigoni kiadású bankjegyének előoldala.
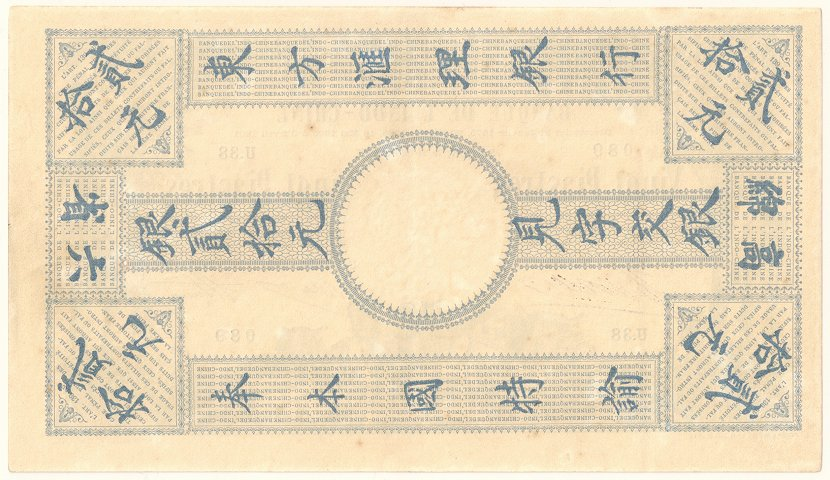
A Banque de l’Indochine 1907-es kék 20 piaszteres bankjegyének előoldala.
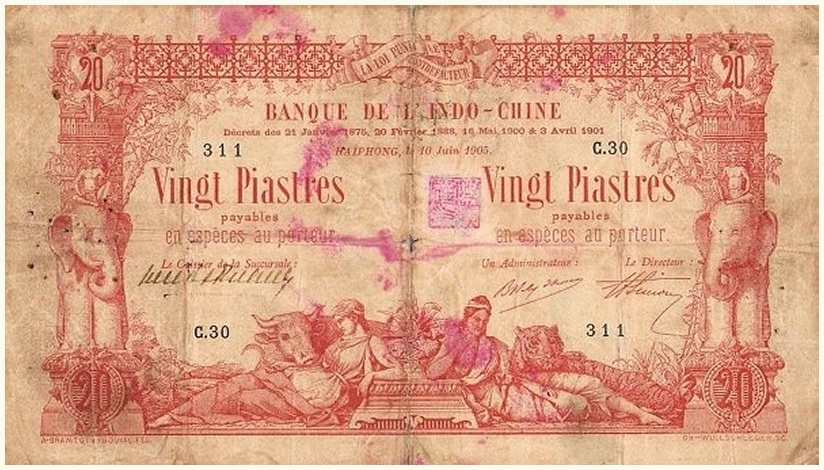
A Banque de l’Indochine 1905-ös piros 20 piaszteres, haipongi kiadású bankjegyének előoldala.
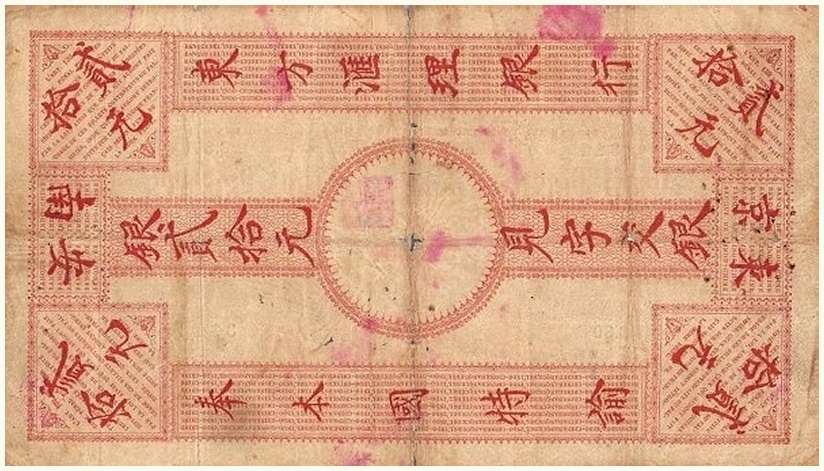
A Banque de l’Indochine 1905-ös piros 20 piaszteres bankjegyének hátoldala.
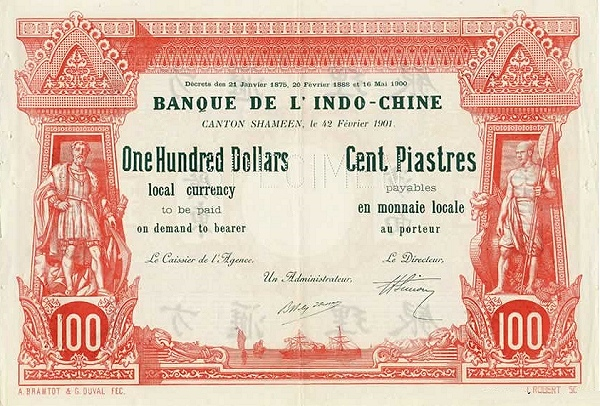
A Banque de l’Indochine 1901-es piros 100 dollár/piaszteres  kantoni, kínai kiadású bankjegyének előoldala.
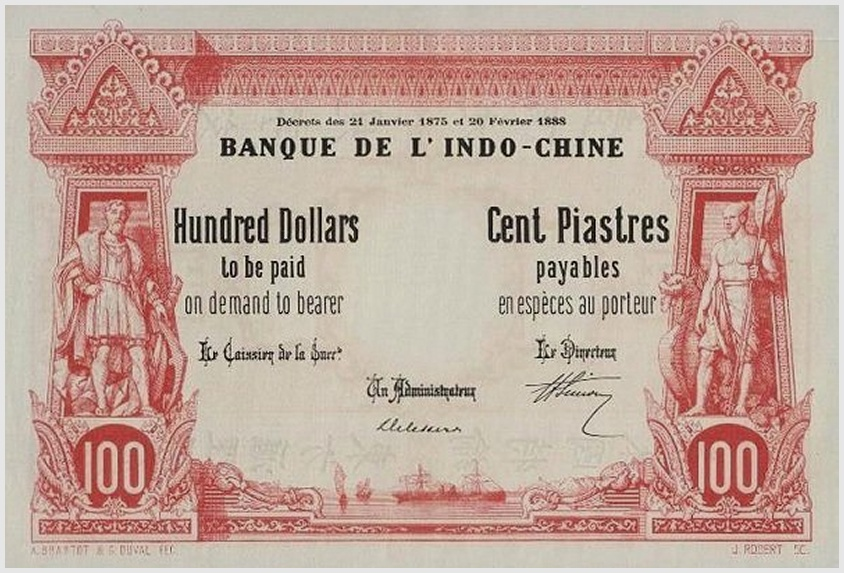
A Banque de l’Indochine 1893-as piros 100 dollár/piaszteres, haipongi kiadású bankjegyének előoldala.
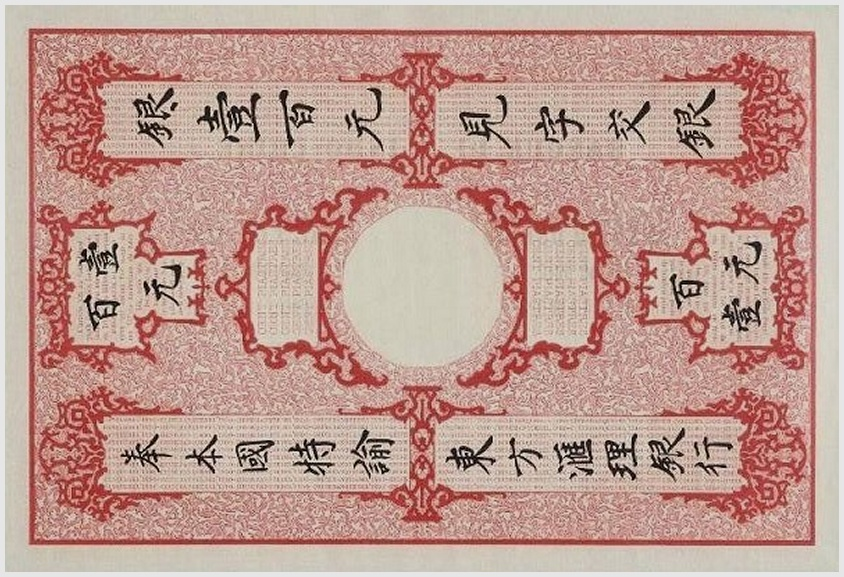
A Banque de l’Indochine 1893-as piros 100 dollár/piaszteres bankjegyénak hátoldala.
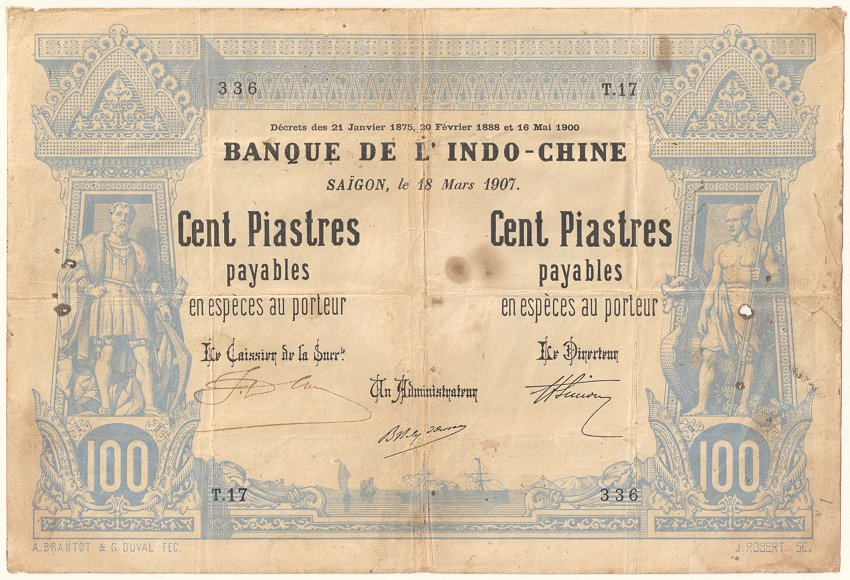
A Banque de l’Indochine 1907-es kék 100 piaszteres, saigoni kiadású bankjegyének előoldala.
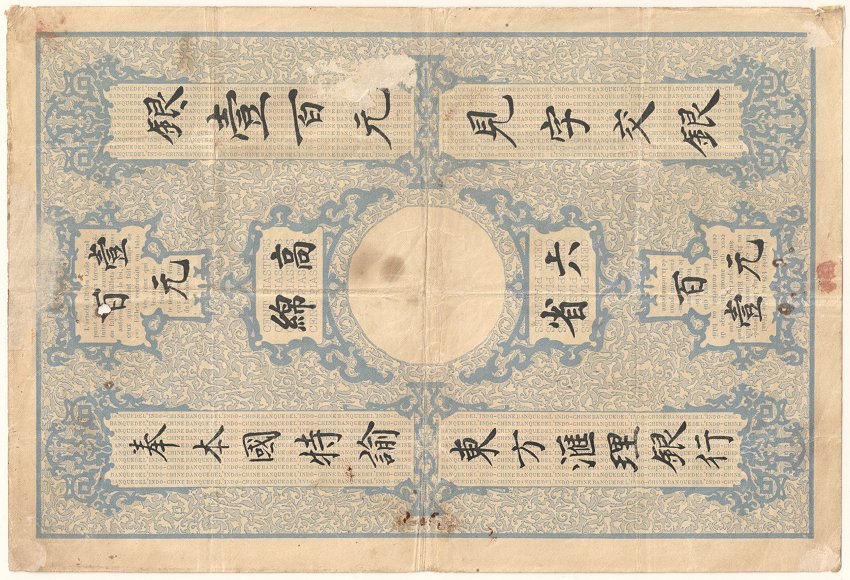
A Banque de l’Indochine 1907-es kék 100 piaszteres bankjegyének hátoldala.

### Banque de l’Indochine1903-1921-es sorozat
A  Banque de l’Indochine második sorozatában teljesen új dizájnú 5, 20 és 100 piaszteres bankjegyeket bocsátottak ki, két színváltozatban, Haipong (szürke előoldal, barna hátoldal) és Saigon (lila elő- és hátoldal) bankfiók kibocsátási helyekkel. Azonban az 1 piaszteres bankjegy dizájnja változatlan maradt, már csak egyféle, piros színben nyomtatták, a Haipong és Saigon felülbélyegzés azonban folytatódott.

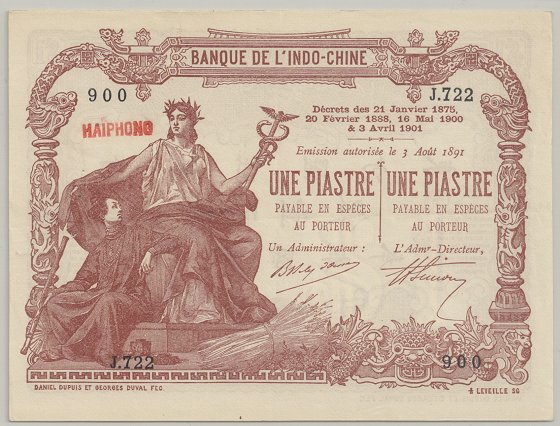
A Banque de l’Indochine 1909-1921 közötti piros 1 piaszteres bankjegye, Haipong fiók felülbélyegzéssel.
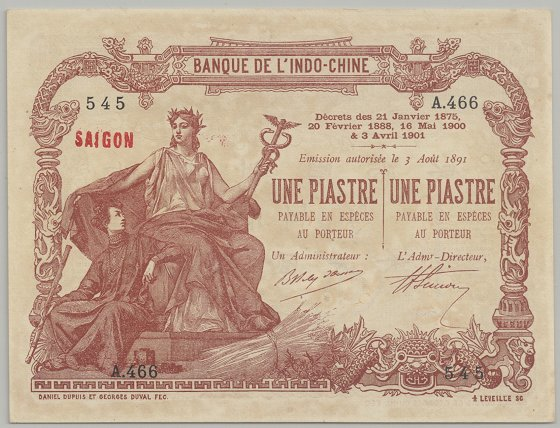
A Banque de l’Indochine 1909-1921 közötti piros 1 piaszteres bankjegye, Saigon fiók felülbélyegzéssel.
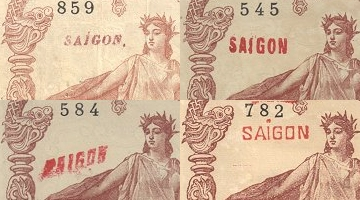
Az 1 piaszteres bankjegyeken használt négyféle típusú Saigon felülbélyegzés.
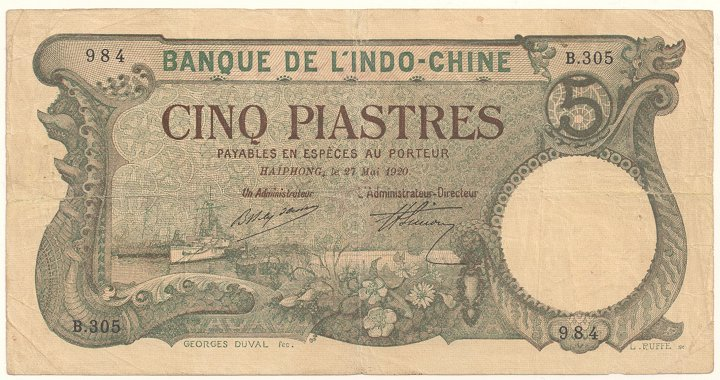
A Banque de l’Indochine 1920-as szürke 5 piaszteres, haipongi kiadású bankjegyének előoldala.
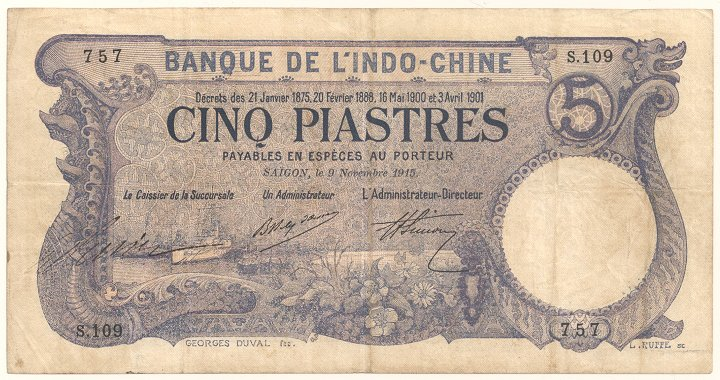
A Banque de l’Indochine 1915-ös lila 5 piaszteres, saigoni kiadású bankjegyének előoldala.
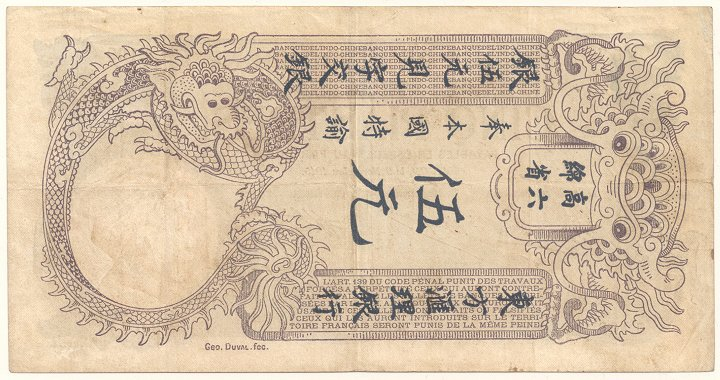
A Banque de l’Indochine 1915-ös lila 5 piaszteres, saigoni kiadású bankjegyének hátoldala.
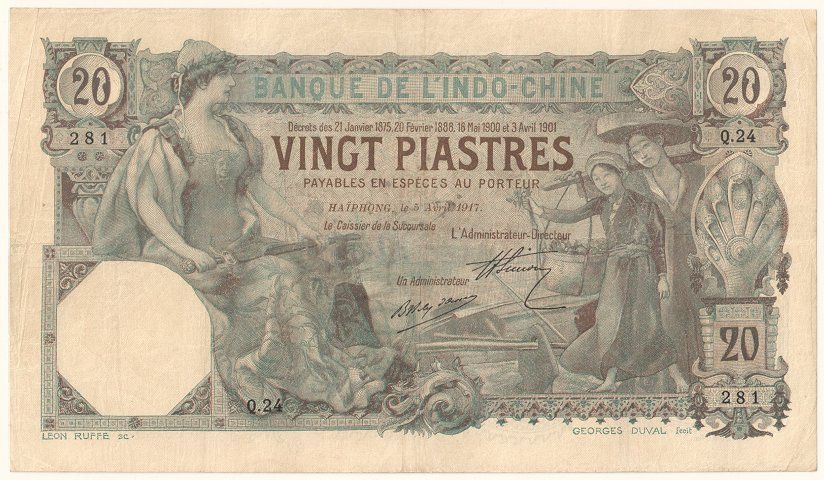
A Banque de l’Indochine 1917-es szürke 20 piaszteres, haipongi kiadású bankjegyének előoldala.
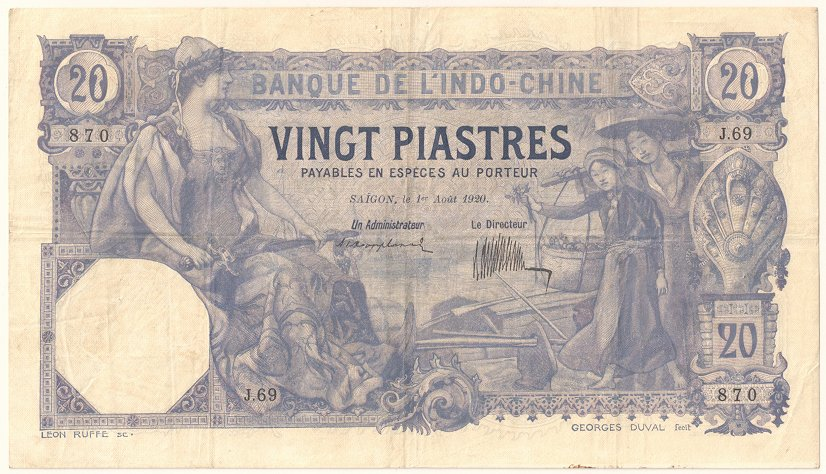
A Banque de l’Indochine 1920-as lila 20 piaszteres, saigoni kiadású bankjegyének előoldala.
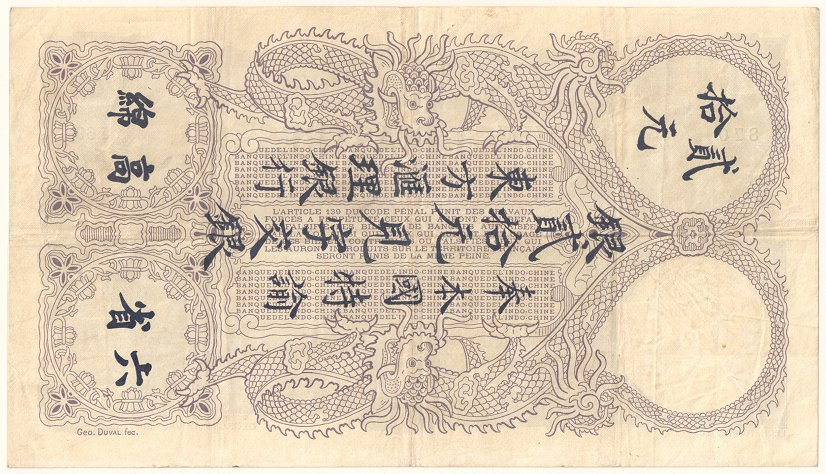
A Banque de l’Indochine 1920-as lila 20 piaszteres bankjegyének hátoldala.
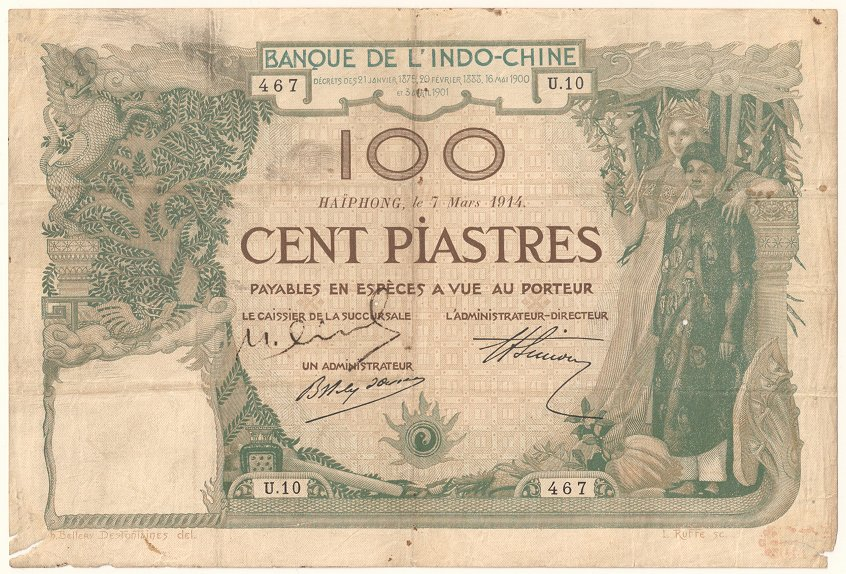
A Banque de l’Indochine 1914-es szürke 100 piaszteres, haipongi kiadású bankjegyének előoldala.
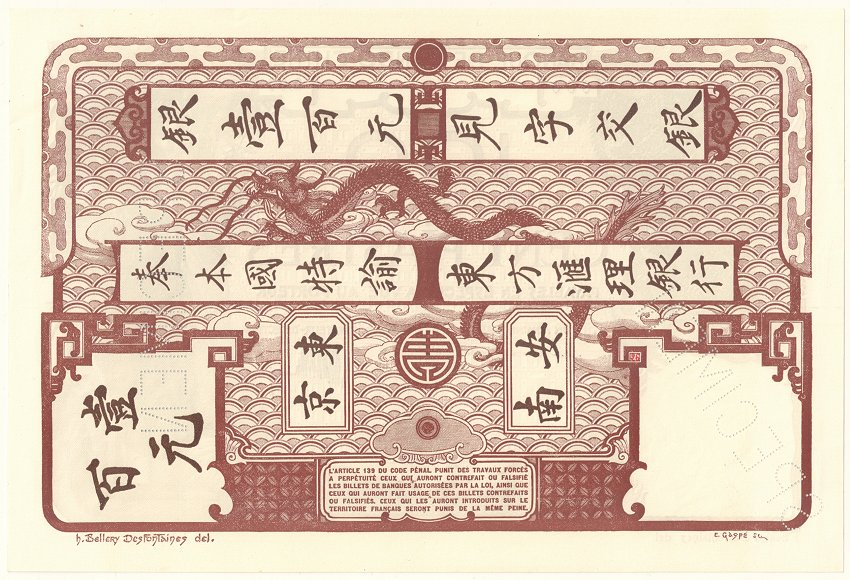
A Banque de l’Indochine szürke 100 piaszteres, haipongi kiadású bankjegyének barna hátoldala.

### Banque de l’Indochine1920-1939-es sorozat
A Banque de l’Indochine 1920-1939-es, harmadik sorozata 1, 5, 20 és 100 piaszteres, a francia frank korabeli címleteihez hasonlóan már többszínnyomásos bankjegyekből állt, teljesen egységes dizájnnal, megszüntették a Haipong és Saigon kibocsátási helyek feltüntetését, így a két kibocsátási hely közötti színeltérést. Valamint az átmenetileg fellépett érmehiány enyhítésére a Banque de l’Indochine 10, 20 és 50 centes szükségbankjegyeket is kibocsátott.

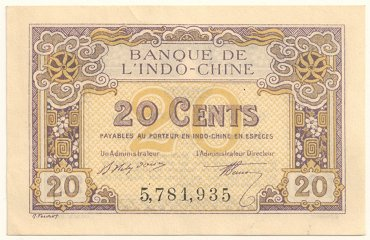
A Banque de l’Indochine harmadik sorozata 20 centes bankjegyének előoldala.
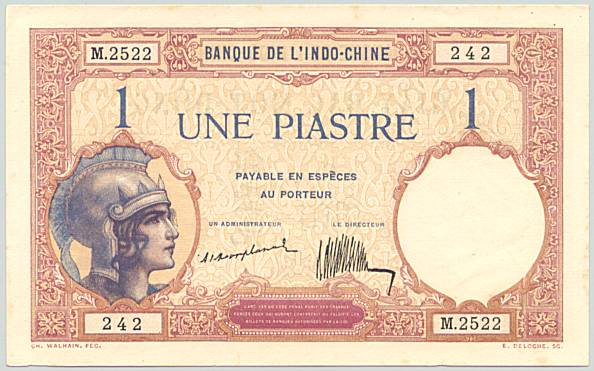
A Banque de l’Indochine harmadik sorozata 1 piaszteres bankjegyének előoldala.
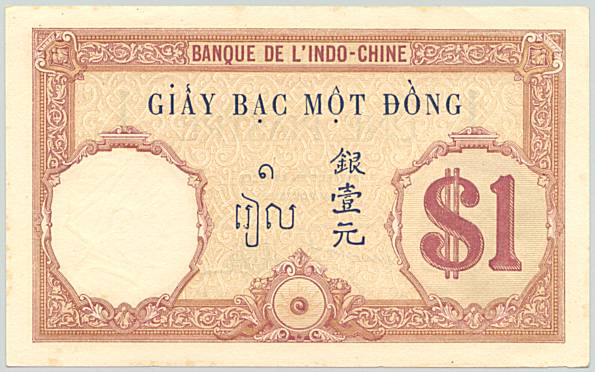
A Banque de l’Indochine harmadik sorozata 1 piaszteres bankjegyének hátoldala.
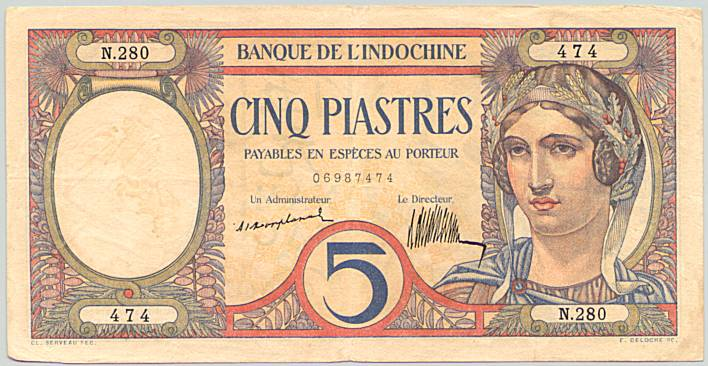
A Banque de l’Indochine harmadik sorozata 5 piaszteres bankjegyének előoldala.
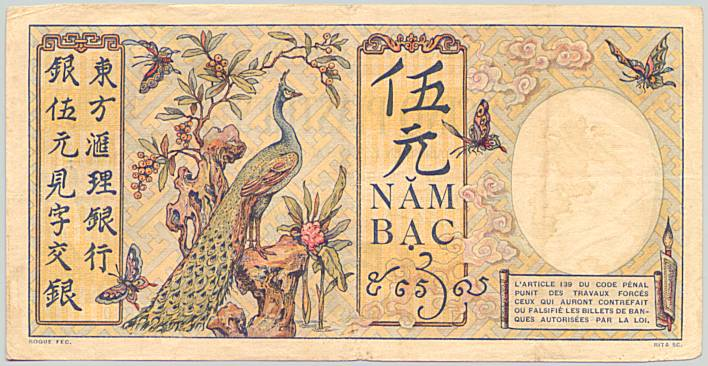
A Banque de l’Indochine harmadik sorozata 5 piaszteres bankjegyének hátoldala.
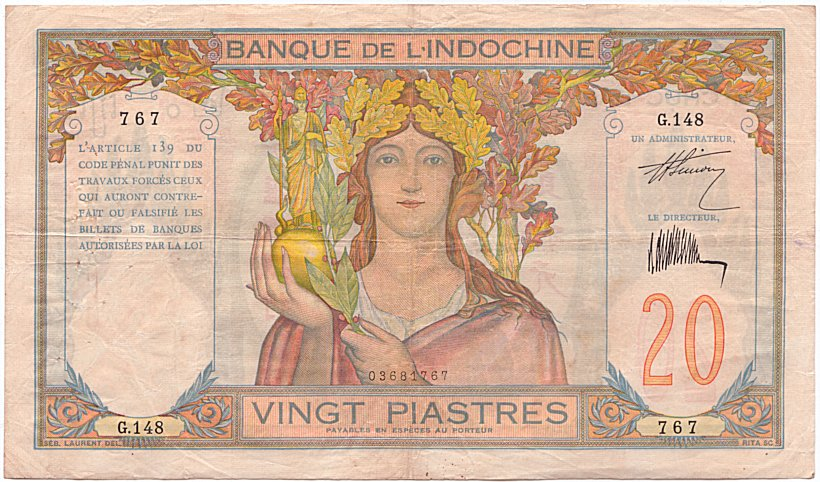
A Banque de l’Indochine harmadik sorozata 20 piaszteres bankjegyének előoldala.
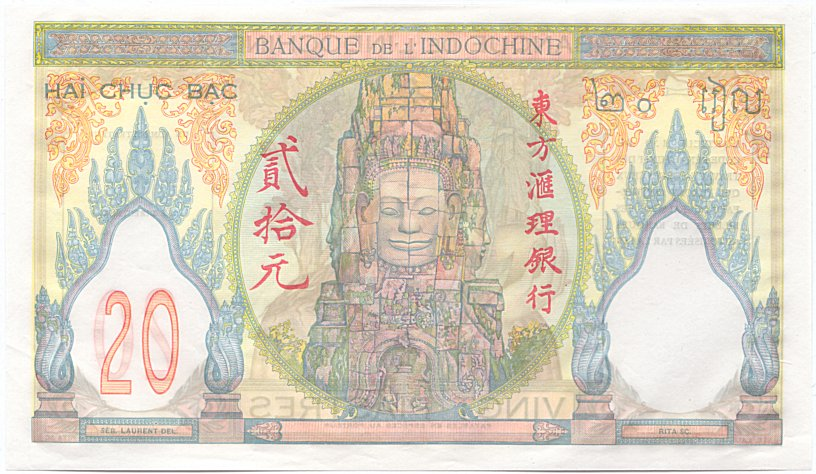
A Banque de l’Indochine harmadik sorozata 20 piaszteres bankjegyének hátoldala.
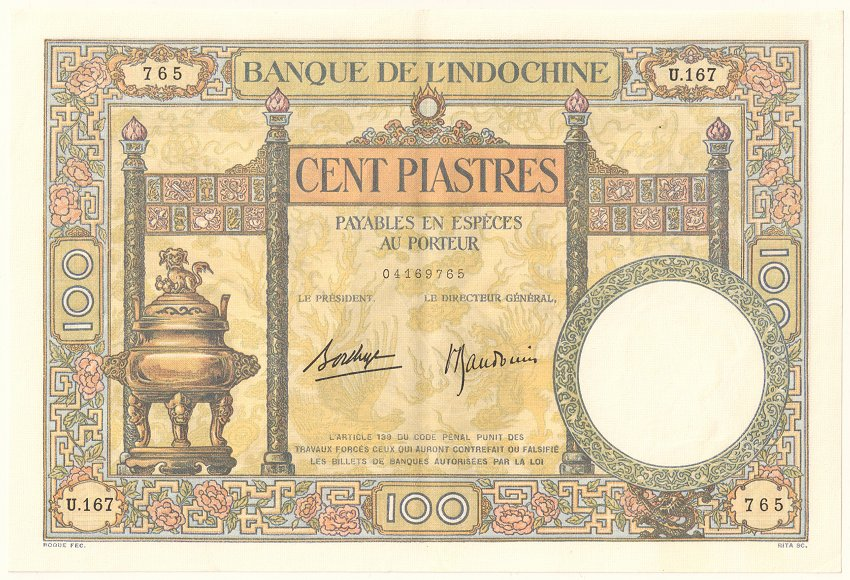
A Banque de l’Indochine harmadik sorozata 100 piaszteres bankjegyének előoldala.
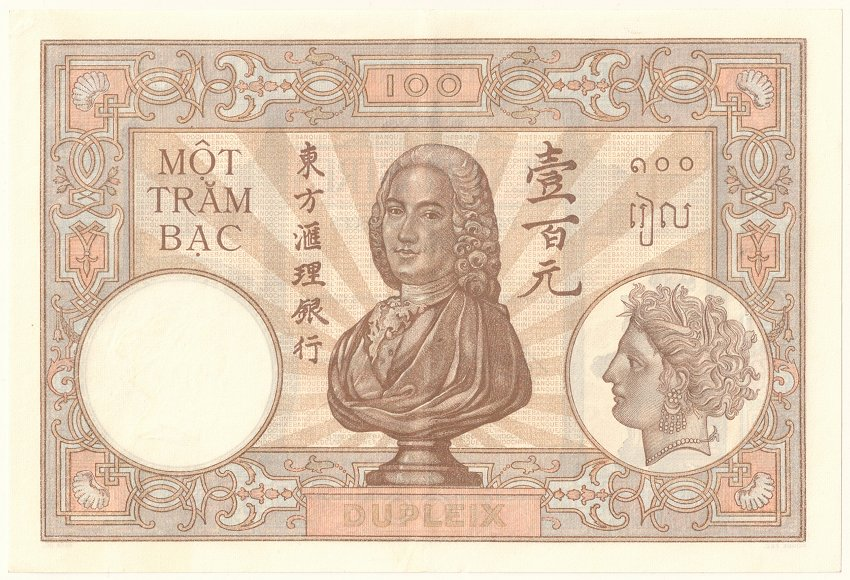
A Banque de l’Indochine harmadik sorozata 100 piaszteres bankjegyének hátoldala, Dupleix mellszobrával.

### Banque de l’Indochine1932-1939-es sorozat
A Banque de l’Indochine 1932-1939-es sorozat bankjegyei akkor modern, többszínnyomásos eljárással készültek, megjelenésükben az 1930-as évek francia frank bankjegyeinek jellegzetes stílusát képviselték. A sorozat 1, 5, 20 és az új címletként bevezetett 500 piaszteres bankjegyekből állt.

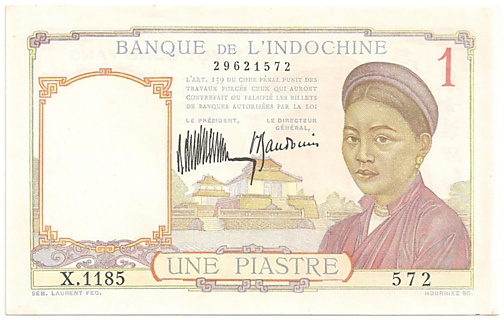
A Banque de l’Indochine 1932-től bevezetett 1 piaszteres bankjegyének előoldala.
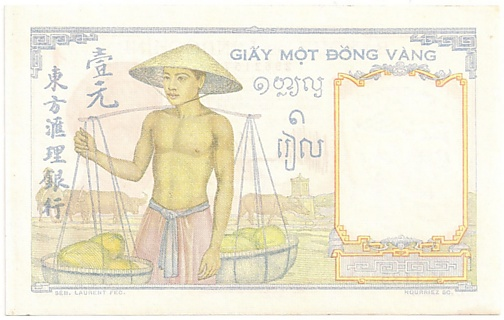
A Banque de l’Indochine 1932-től bevezetett 1 piaszteres bankjegyének hátoldala.
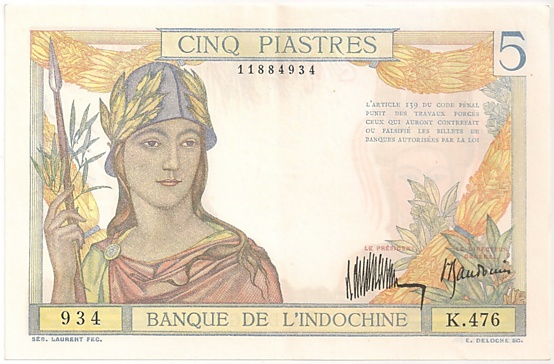
A Banque de l’Indochine 1932-től bevezetett 5 piaszteres bankjegyének előoldala.
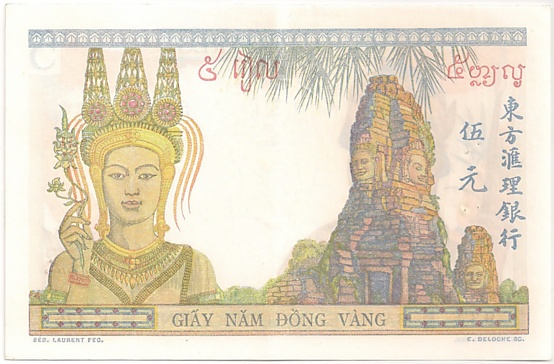
A Banque de l’Indochine 1932-től bevezetett 5 piaszteres bankjegyének hátoldala.
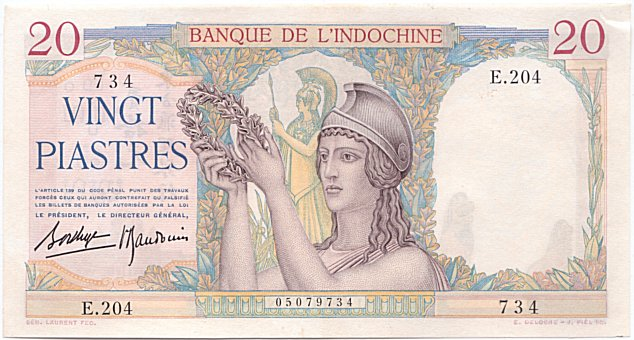
A Banque de l’Indochine 1936-tól bevezetett 20 piaszteres bankjegyének előoldala.
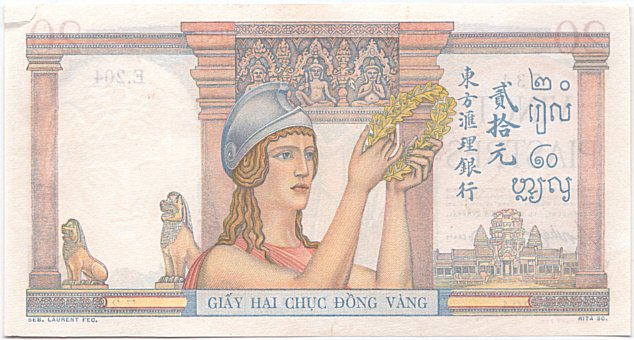
A Banque de l’Indochine 1936-tól bevezetett 20 piaszteres bankjegyének hátoldala.
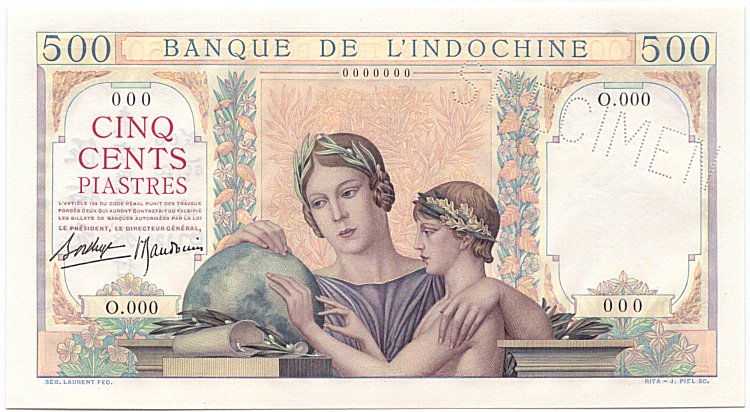
A Banque de l’Indochine 1939-től bevezetett 500 piaszteres bankjegyének előoldala.
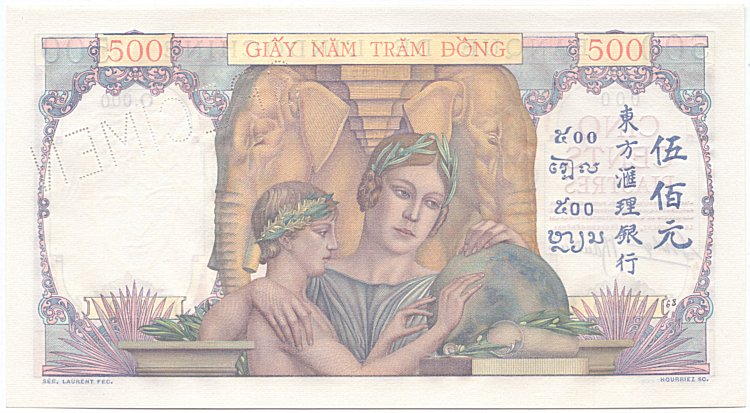
A Banque de l’Indochine 1939-től bevezetett 500 piaszteres bankjegyének hátoldala.

### Banque de l’Indochine1945-1951-es amerikai (ABNC) nyomtatású sorozat
A sorozat bankjegyeit az amerikai American Bank Note Company (ABNC) nyomtatta, az 50 és a 100 piaszteres bankjegyek 1945-ben, az 1 piaszteres csak évekkel később, 1951-ben került forgalomba.

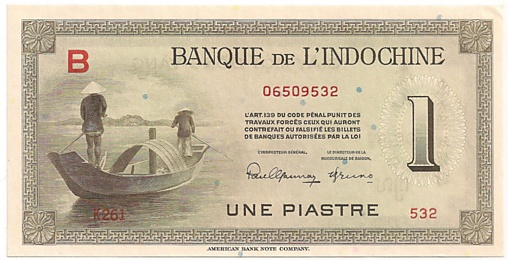
A Banque de l’Indochine 1951-es 1 piaszteres bankjegyének előoldala.
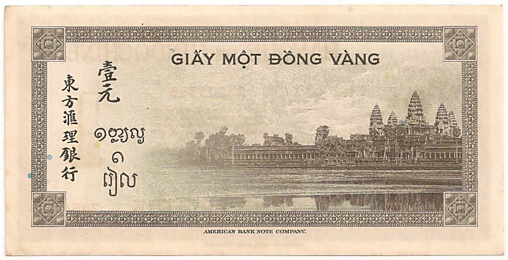
A Banque de l’Indochine 1951-es 1 piaszteres bankjegyének hátoldala.
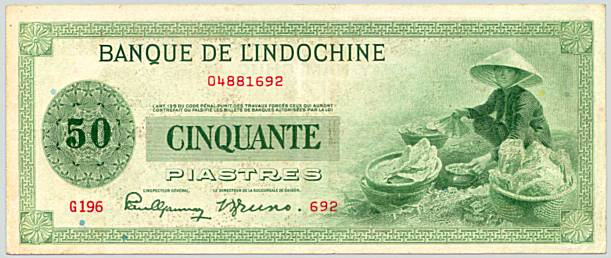
A Banque de l’Indochine 1945-ös 50 piaszteres bankjegyének előoldala.
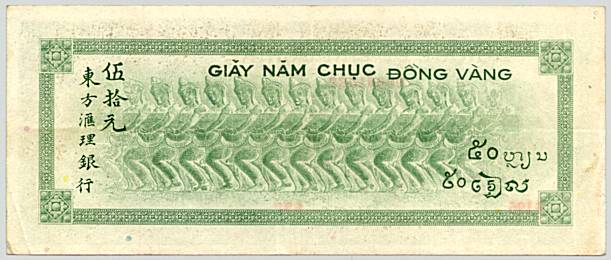
A Banque de l’Indochine 1945-ös 50 piaszteres bankjegyének hátoldala.
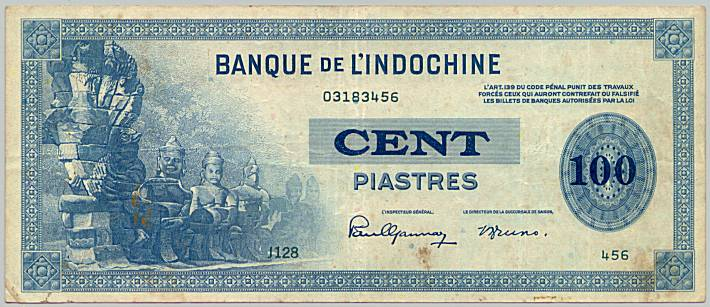
A Banque de l’Indochine 1945-ös 100 piaszteres bankjegyének előoldala.
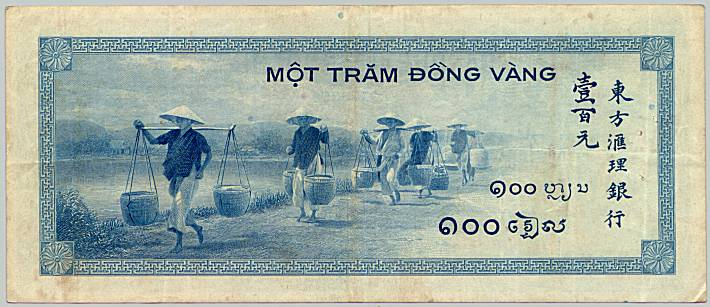
A Banque de l’Indochine 1945-ös 100 piaszteres bankjegyének hátoldala.

### Banque de l’Indochine1946-1947-es brit (Thomas De La Rue) nyomtatású sorozat
A Banque de l’Indochine 1946-1947-os 10 és 100 piaszteres bankjegyét a brit Thomas De La Rue pénzjegynyomda készítette, a 100 piaszteres 1946-ban, a 10 piaszteres 1947-ben került forgalomba.

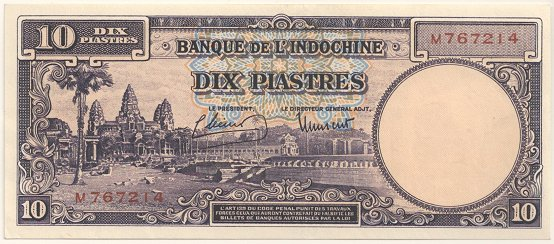
A Banque de l’Indochine 1947-es, brit nyomtatású 10 piaszteres bankjegyének előoldala.
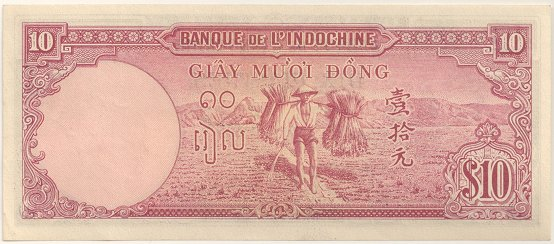
A Banque de l’Indochine 1947-es, brit nyomtatású 10 piaszteres bankjegyének hátoldala.
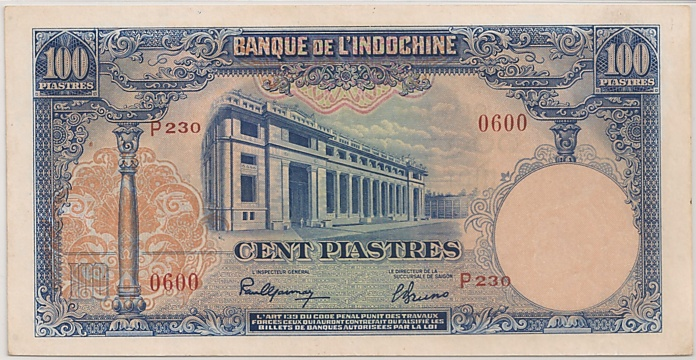
A Banque de l’Indochine 1946-os, brit nyomtatású 100 piaszteres bankjegyének előoldala.
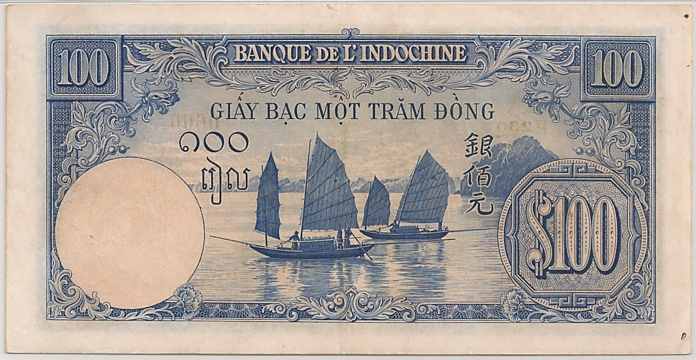
A Banque de l’Indochine 1946-os, brit nyomtatású 100 piaszteres bankjegyének hátoldala.

### Banque de l’Indochine1946-1951-es sorozat
Az 1946-1951-es sorozat visszatérést jelentett a franciás dizájnhoz és a franciaországi nyomtatáshoz. Több bankjegy a korábbi, 1932-1939-es sorozat módosított változata volt. A sorozat 1, 5, 20, 100, 500 és 1000 piaszteres címletekből állt.

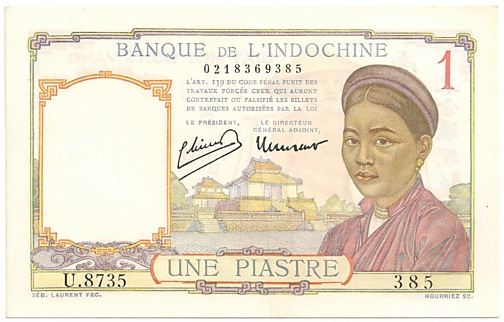
A Banque de l’Indochine 1949-es 1 piaszteres bankjegyének előoldala. A címlet az 1932-es 1 piaszteres újranyomása volt.
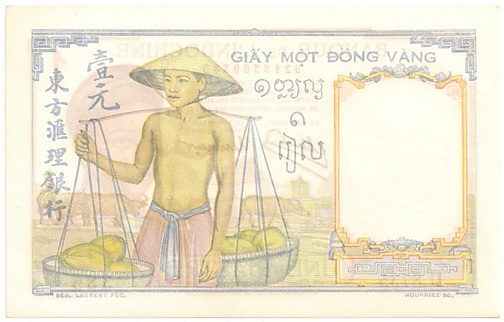
A Banque de l’Indochine 1949-es 1 piaszteres bankjegyének hátoldala.
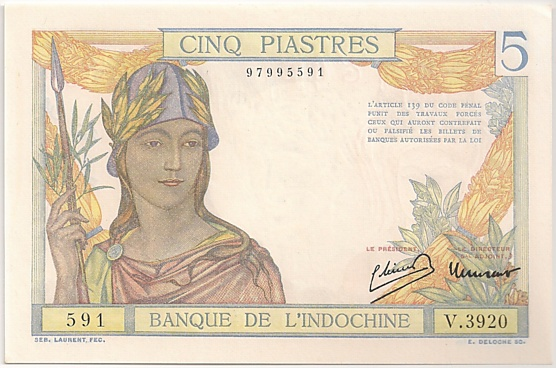
A Banque de l’Indochine 1946-os 5 piaszteres bankjegyének előoldala. A címlet az 1932-es 5 piaszteres újranyomása volt.
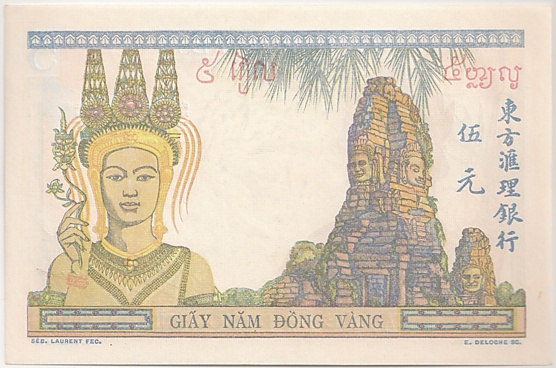
A Banque de l’Indochine 1946-os 5 piaszteres bankjegyének hátoldala.
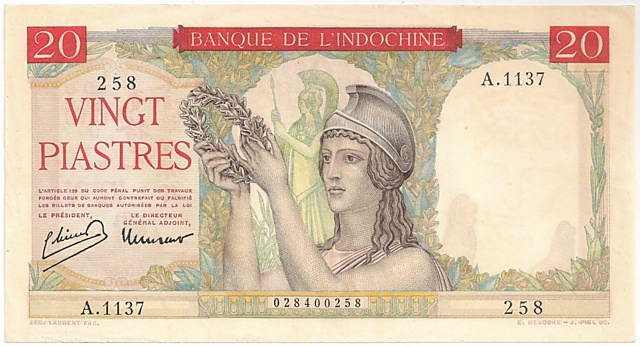
A Banque de l’Indochine 1949-től bevezetett 20 piaszteres bankjegyének előoldala. A címlet az 1936-os 20 piaszteres módosított változata volt.
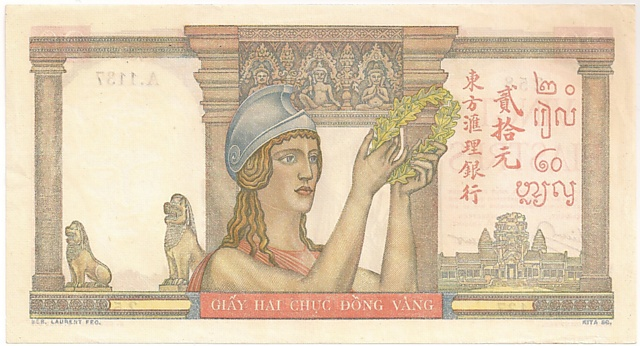
A Banque de l’Indochine 1949-től bevezetett 20 piaszteres bankjegyének hátoldala.
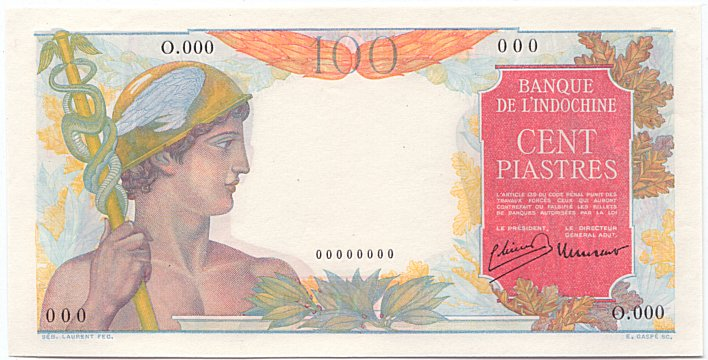
A Banque de l’Indochine 1947-től bevezetett 100 piaszteres bankjegyének előoldala.
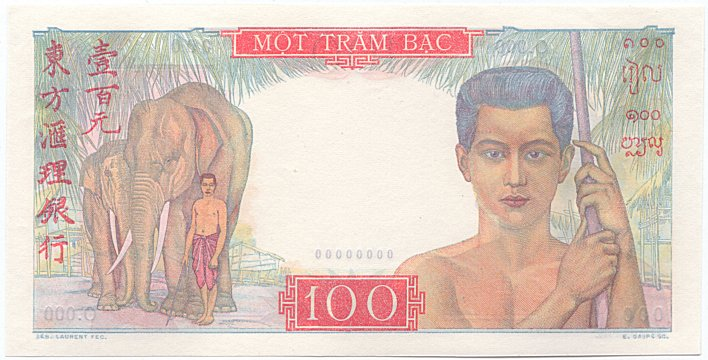
A Banque de l’Indochine 1947-től bevezetett 100 piaszteres bankjegyének hátoldala.
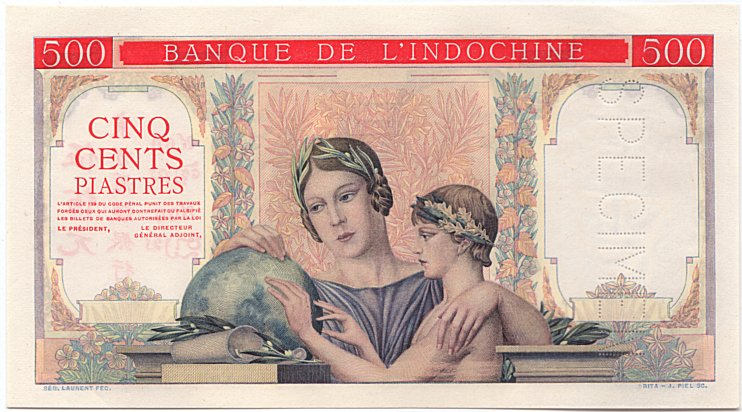
A Banque de l’Indochine 1951-től bevezetett 500 piaszteres bankjegyének előoldala. A címlet az 1939-es 500 piaszteres módosított változata volt.
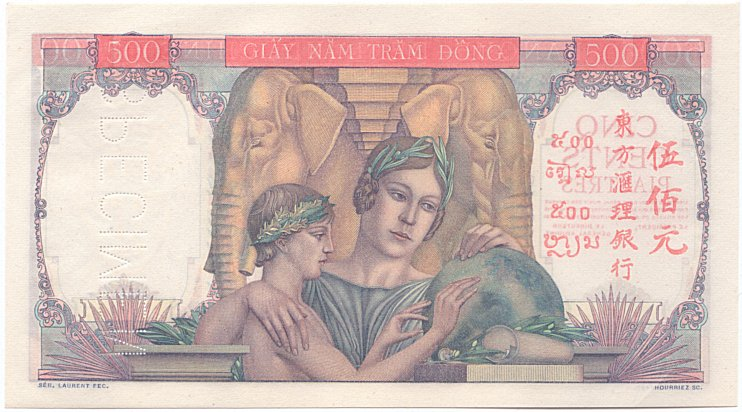
A Banque de l’Indochine 1951-től bevezetett 500 piaszteres bankjegyének hátoldala.
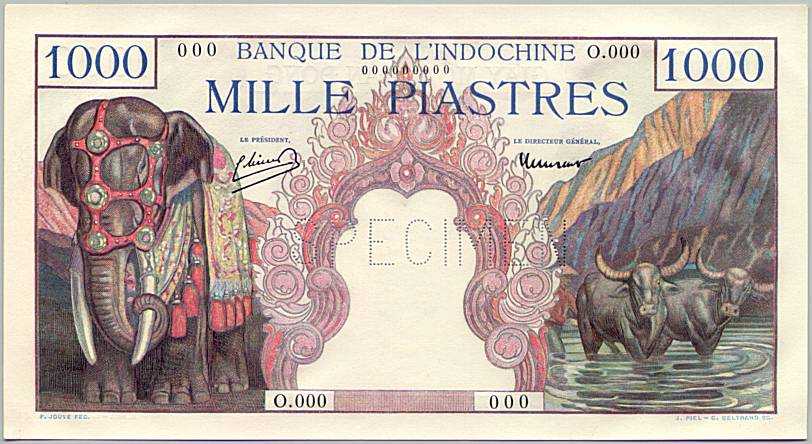
A Banque de l’Indochine 1951-es 1000 piaszteres bankjegyének előoldala.
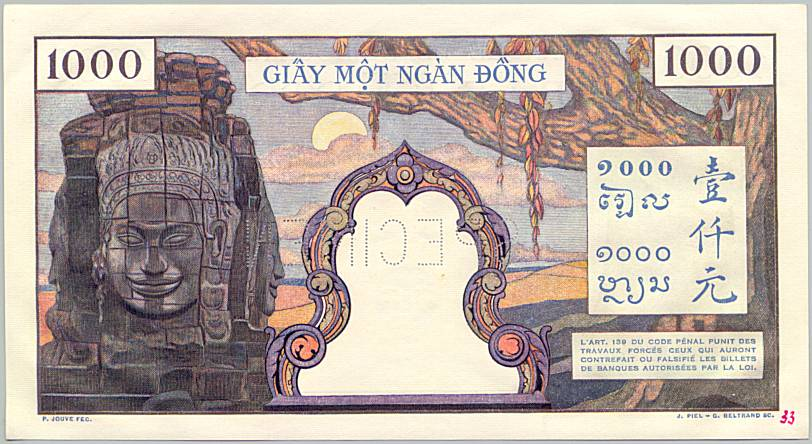
A Banque de l’Indochine 1951-es 1000 piaszteres bankjegyének hátoldala.

### Gouvernement Général de l'Indochinecent sorozat
1939-ben a francia gyarmati kormányzat, a Gouvernement Général de l'Indochine (Indokínai Főkormányzóság) 1939-ben 10, 20 és 50 centes, majd 1942-1943-tól új dizájn alapján 5, 10, 20 és 50 centes papírpénzeket hozott forgalomba az érmehiány enyhítésére. Ezek a Imprimerie de l'Extrene Orient nyomdában készültek.

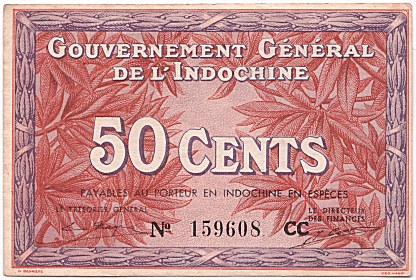
A Gouvernement Général de l'Indochine 1939-es 50 centes címletének előoldala.
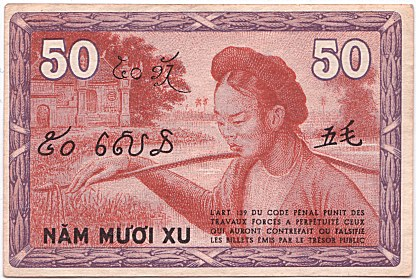
A Gouvernement Général de l'Indochine 1939-es 50 centes címletének hátoldala.
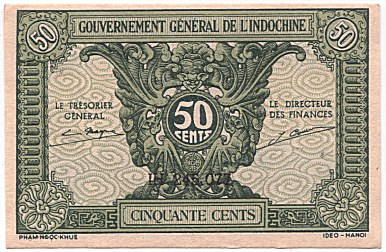
A Gouvernement Général de l'Indochine 1942-es 50 centes címletének előoldala.
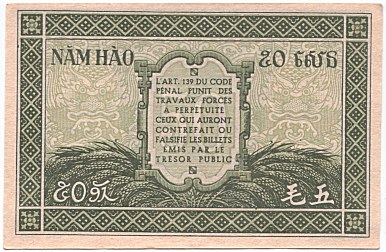
A Gouvernement Général de l'Indochine 1942-es 50 centes címletének hátoldala.